# Metcalfa frigida
Metcalfa frigida är en insektsart som först beskrevs av Metcalf och Bruner 1948.  Metcalfa frigida ingår i släktet Metcalfa och familjen Flatidae. Inga underarter finns listade i Catalogue of Life.